# Copa da AFC de 2011
A Copa da AFC de 2011 foi a 8ª edição da Copa da AFC, disputada por clubes dos países que fazem parte da AFC.

## Fase de grupos
O sorteio dos grupos aconteceu em 7 de dezembro de 2010 em Kuala Lumpur, Malásia.  Clubes do mesmo país não podem ficar no mesmo grupo.

### Grupo A
| Time         | Pts | J | V | E | D | GP | GC | SD  |
| ------------ | --- | - | - | - | - | -- | -- | --- |
| Nasaf Qarshi | 18  | 6 | 6 | 0 | 0 | 30 | 4  | +26 |
| Dempo SC     | 7   | 6 | 2 | 1 | 3 | 6  | 19 | -13 |
| Al-Ansar     | 6   | 6 | 2 | 0 | 4 | 8  | 12 | -4  |
| Al-Tilal     | 4   | 6 | 1 | 1 | 4 | 9  | 18 | -9  |

|              | ANS   | TIL   | DEM   | NAS   |
| ------------ | ----- | ----- | ----- | ----- |
| Al-Ansar     |       | 0 - 2 | 2 - 0 | 1 - 4 |
| Al-Tilal     | 1 - 4 |       | 2 - 2 | 2 - 3 |
| Dempo SC     | 2 - 1 | 2 - 1 |       | 0 - 4 |
| Nasaf Qarshi | 3 - 0 | 7 - 1 | 9 - 0 |       |

### Grupo B
| Time       | Pts | J | V | E | D | GP | GC | SD  |
| ---------- | --- | - | - | - | - | -- | -- | --- |
| Al-Qadsia  | 14  | 6 | 4 | 2 | 0 | 15 | 5  | +10 |
| Shurtan    | 9   | 6 | 2 | 3 | 1 | 10 | 8  | +2  |
| Al-Ittihad | 8   | 6 | 2 | 2 | 2 | 7  | 7  | 0   |
| Al-Saqr    | 1   | 6 | 0 | 1 | 5 | 5  | 17 | -12 |

|            | ITT   | QAD   | SAQ   | SHU   |
| ---------- | ----- | ----- | ----- | ----- |
| Al-Ittihad |       | 0 - 2 | 2 - 0 | 0 - 0 |
| Al-Qadsia  | 3 - 2 |       | 3 - 0 | 4 - 0 |
| Al-Saqr    | 1 - 2 | 2 - 2 |       | 0 - 1 |
| Shurtan    | 1 - 1 | 1 - 1 | 7 - 2 |       |

### Grupo C
| Time            | Pts | J | V | E | D | GP | GC | SD |
| --------------- | --- | - | - | - | - | -- | -- | -- |
| Duhok           | 11  | 6 | 3 | 2 | 1 | 6  | 3  | +3 |
| Al-Faisaly Club | 11  | 6 | 3 | 2 | 1 | 8  | 6  | +2 |
| Al-Jaish        | 11  | 6 | 3 | 2 | 1 | 8  | 4  | +4 |
| Al-Nasr         | 0   | 6 | 0 | 0 | 6 | 2  | 11 | -9 |

|            | FAI   | JAI   | NAS   | DUH   |
| ---------- | ----- | ----- | ----- | ----- |
| Al-Faisaly |       | 2 - 0 | 2 - 1 | 0 - 0 |
| Al-Jaish   | 1 - 1 |       | 2 - 1 | 0 - 0 |
| Al-Nasr    | 0 - 1 | 0 - 4 |       | 0 - 1 |
| Duhok      | 4 - 2 | 0 - 1 | 1 - 0 |       |

As três equipes empatadas com 11 pontos, estão classificadas de 1º a 3º baseados nos resultados dos confrontos diretos entre eles: Duhok (5 pts, +1 SG); Al-Faisaly (5 pts, 0 SG); Al-Jaish (5 pts, -1 SG).

### Grupo D
| Time      | Pts | J | V | E | D | GP | GC | SD |
| --------- | --- | - | - | - | - | -- | -- | -- |
| Al-Wehdat | 14  | 6 | 4 | 2 | 0 | 11 | 3  | +8 |
| Kuwait SC | 10  | 6 | 3 | 1 | 2 | 7  | 6  | +1 |
| Al-Talaba | 5   | 6 | 1 | 2 | 3 | 4  | 6  | -2 |
| Al-Suwaiq | 3   | 6 | 0 | 3 | 3 | 5  | 12 | -7 |

|           | KUW   | SUW   | TAL   | WEH   |
| --------- | ----- | ----- | ----- | ----- |
| Al-Kuwait |       | 0 - 0 | 1 - 0 | 1 - 3 |
| Al-Suwaiq | 1 - 3 |       | 1 - 2 | 1 - 1 |
| Al-Talaba | 1 - 2 | 1 - 1 |       | 0 - 1 |
| Al-Wehdat | 1 - 0 | 5 - 1 | 0 - 0 |       |

### Grupo E
| Time       | Pts | J | V | E | D | GP | GC | SD  |
| ---------- | --- | - | - | - | - | -- | -- | --- |
| Arbil      | 14  | 6 | 4 | 2 | 0 | 17 | 4  | +13 |
| Al-Ahed    | 6   | 6 | 2 | 0 | 4 | 11 | 13 | -2  |
| Al-Oruba   | 6   | 6 | 1 | 3 | 2 | 4  | 10 | -6  |
| Al-Karamah | 6   | 6 | 1 | 3 | 2 | 8  | 13 | -5  |

|            | AHE   | KAR   | ORU   | ARB   |
| ---------- | ----- | ----- | ----- | ----- |
| Al-Ahed    |       | 4 - 1 | 2 - 0 | 1 - 2 |
| Al-Karamah | 3 - 2 |       | 2 - 2 | 0 - 3 |
| Al-Oruba   | 1 - 0 | 1 - 1 |       | 0 - 5 |
| Arbil      | 6 - 2 | 1 - 1 | 0 - 0 |       |

As três equipes empatadas com 6 pontos, estão classificadas de 2º a 4º baseados nos resultados dos confrontos diretos entre eles: Al-Ahed (6 pts, +3 GD); Al-Oruba (5 pts, −1 GD); Al-Karamah (5 pts, −2 GD).

### Grupo F
| Time             | Pts | J | V | E | D | GP | GC | SD |
| ---------------- | --- | - | - | - | - | -- | -- | -- |
| Sông Lam Nghệ An | 12  | 6 | 4 | 0 | 2 | 16 | 10 | +6 |
| Sriwijaya FC     | 10  | 6 | 3 | 1 | 2 | 9  | 11 | -2 |
| TSW Pegasus      | 9   | 6 | 3 | 0 | 3 | 15 | 12 | +3 |
| VB               | 4   | 6 | 1 | 1 | 4 | 9  | 16 | -7 |

|                  | SLN   | SRI   | TSW   | VB    |
| ---------------- | ----- | ----- | ----- | ----- |
| Sông Lam Nghệ An |       | 4 - 0 | 1 - 2 | 4 - 2 |
| Sriwijaya FC     | 3 - 1 |       | 3 - 2 | 1 - 1 |
| TSW Pegasus      | 2 - 3 | 1 - 2 |       | 3 - 0 |
| VB               | 1 - 3 | 2 - 0 | 3 - 5 |       |

### Grupo G
| Time              | Pts | J | V | E | D | GP | GC | SD  |
| ----------------- | --- | - | - | - | - | -- | -- | --- |
| Muangthong United | 14  | 6 | 4 | 2 | 0 | 14 | 1  | +13 |
| Tampines Rovers   | 11  | 6 | 3 | 2 | 1 | 12 | 8  | +4  |
| Hà Nội T&T        | 8   | 6 | 2 | 2 | 2 | 5  | 8  | -3  |
| Victory           | 0   | 6 | 0 | 0 | 6 | 1  | 15 | -14 |

|                   | HTT   | MUA   | TR    | VIC   |
| ----------------- | ----- | ----- | ----- | ----- |
| Hà Nội T&T        |       | 0 - 0 | 1 - 1 | 2 - 0 |
| Muangthong United | 4 - 0 |       | 4 - 0 | 1 - 0 |
| Tampines Rovers   | 3 - 1 | 1 - 1 |       | 4 - 0 |
| Victory           | 0 - 1 | 0 - 4 | 1 - 3 |       |

### Grupo H
| Time                   | Pts | J | V | E | D | GP | GC | SD  |
| ---------------------- | --- | - | - | - | - | -- | -- | --- |
| Chonburi               | 13  | 6 | 4 | 1 | 1 | 18 | 8  | +10 |
| Persipura Jayapura     | 11  | 6 | 3 | 2 | 1 | 14 | 9  | +5  |
| South China            | 5   | 6 | 1 | 2 | 3 | 7  | 14 | -7  |
| Kingfisher East Bengal | 3   | 6 | 0 | 3 | 3 | 9  | 17 | -8  |

|                        | CHO   | KEB   | PJ    | SC    |
| ---------------------- | ----- | ----- | ----- | ----- |
| Chonburi               |       | 4 - 0 | 4 - 1 | 3 - 0 |
| Kingfisher East Bengal | 4 - 4 |       | 1 - 1 | 3 - 3 |
| Persipura Jayapura     | 3 - 0 | 4 - 1 |       | 4 - 2 |
| South China            | 0 - 3 | 1 - 0 | 1 - 1 |       |

## Fase eliminatória

### Oitavas de Final
| Equipe 1          | Resultado         | Equipe 2           |
| ----------------- | ----------------- | ------------------ |
| Nasaf Qarshi      | 2–1               | Al-Faisaly Club    |
| Duhok             | 1–0               | Dempo              |
| Al-Qadsia         | 2–2 (pro) (2–3 p) | Al-Kuwait          |
| Al-Wehdat         | 2–1               | Shurtan Guzar      |
| Arbil             | 1–0 (pro)         | Tampines Rovers    |
| Muangthong United | 4–0               | Al-Ahed            |
| Song Lam Nghe An  | 1–3               | Persipura Jayapura |
| Chonburi          | 3–0               | Sriwijaya FC       |

| 24 de Maio de 2011 | Muangthong United                                         | 4 – 0     | Al-Ahed | Thunderdome Stadium, Nonthaburi         |
| 19:30 UTC+7        | Teerasil 50' · Naruphol 52' · Kouakou 61' · Datsakorn 76' | Relatório |         | Público: 9,500 Árbitro: AUS Peter Green |

| 24 de Maio de 2011 | Duhok      | 1 – 0     | Dempo | Duhok Stadium, Duhok                              |
| 17:00 UTC+3        | Mushir 18' | Relatório |       | Público: 15,000 Árbitro: IRN Saeed Mozaffarizadeh |

| 24 de Maio de 2011 | Nasaf Qarshi                | 2 – 1     | Al-Faisaly Club | Markaziy Stadium, Qarshi             |
| 20:00 UTC+5        | Turaev 28' · Shomurodov 56' | Relatório | Hijah 78'       | Público: 15,000 Árbitro: CHN Tan Hai |

| 24 de Maio de 2011 | Arbil       | 1 – 0 (pro) | Tampines Rovers | Franso Hariri Stadium, Arbil                    |
| 18:30 UTC+3        | Mubarak 94' | Relatório   |                 | Público: 17,000 Árbitro: UZB Valentin Kovalenko |

| 25 de Maio de 2011 | Song Lam Nghe An     | 1 – 3     | Persipura Jayapura                                | Vinh Stadium, Vinh                          |
| 16:00 UTC+7        | Nguyễn Hồng Việt 58' | Relatório | B. Solossa 28' (pên) · Bonai 34' · O. Solossa 85' | Público: 5,000 Árbitro: LIB Andre El Haddad |

| 25 de Maio de 2011 | Chonburi                                               | 3 – 0     | Sriwijaya FC | IPE Chonburi Stadium, Chonburi                 |
| 19:00 UTC+7        | Ney Fabiano 18' · Therdsak 29' (pên) · Natthaphong 83' | Relatório |              | Público: 6,954 Árbitro: OMA Abdullah Al Hilali |

| 25 de Maio de 2011 | Al-Wehdat                   | 2 – 1     | Shurtan Guzar | King Abdullah Stadium, Amman              |
| 19:00 UTC+3        | Rafat Ali 12' · Bahdari 84' | Relatório | Sultonov 23'  | Público: 16,000 Árbitro: HKG Liu Kwok Man |

| 25 de Maio de 2011 | Al-Qadsia                             | 2 – 2 (pro) | Al-Kuwait                       | Mohammed Al-Hamad Stadium, Hawally             |
| 19:20 UTC+3        | H. Al Enezi 55' · Al Mejmed 65' (pên) | Relatório   | A. Al Kandari 33' · Al Ajmi 60' | Público: 4,500 Árbitro: UAE Mohamed Al Zarooni |

|                                                  |       | Penalidades                                |  |
| Al Mejmed El Adoua Fadel F. Al Enezi Al Misha'an | 2 – 3 | Al Ateeqi Rogério Awadh Al Taher Al Fadhli |  |

### Quartas-de-final
O sorteio dos quartos-de-final, semifinal e final foi realizada em Kuala Lumpur, na Malásia em 07 junho de 2011. Neste sorteio, a regra de "proteção de país" foi aplicada. Se há exatamente dois clubes do mesmo país, não podem enfrentar-se nas quartas de finais, entretanto, se houver mais de dois clubes do mesmo país, podem se enfrentar nas quartas-de-final.
| Equipe 1           | Total       | Equipe 2          | 1.º jogo | 2.º jogo  |
| ------------------ | ----------- | ----------------- | -------- | --------- |
| Persipura Jayapura | 1–3         | Arbil             | 1–2      | 0–1       |
| Chonburi           | 1–1 (3–4 p) | Nasaf Qarshi      | 0–1      | 1–0 (pro) |
| Al-Kuwait          | 1–0         | Muangthong United | 1–0      | 0–0       |
| Al-Wehdat          | 8–1         | Duhok             | 5–1      | 3–0       |

#### Jogos de ida
| 13 de Setembro de 2011 | Persipura Jayapura | 1 – 2     | Arbil                   | Mandala Stadium, Jayapura                |
| 15:30 UTC+9            | Krangar 82'        | Relatório | Sabah 18' · Mubarak 70' | Público: 15,430 Árbitro: AUS Peter Green |

| 13 de Setembro de 2011 | Chonburi | 0 – 1     | Nasaf Qarshi | IPE Chonburi Stadium, Chonburi                 |
| 19:00 UTC+7            |          | Relatório | Bošković 47' | Público: 6,434 Árbitro: JPN Hiroyoshi Takayama |

| 13 de Setembro de 2011 | Al-Kuwait     | 1 – 0     | Muangthong United | Al Kuwait Sports Club Stadium, Kuwait (cidade) |
| 18:30 UTC+3            | Rogerinho 76' | Relatório |                   | Público: 4,000 Árbitro: UZB Valentin Kovalenko |

| 13 de Setembro de 2011 | Al-Wehdat                                                              | 5 – 1     | Duhok         | King Abdullah Stadium, Amman                |
| 19:00 UTC+3            | Abdel-Fattah 32' (pên), 88' · Abdullah Deeb 72' · Shelbaieh 86', 90+3' | Relatório | H. Kareem 14' | Público: 7,000 Árbitro: LIB Andre El Haddad |

#### Jogos de volta
| 27 de Setembro de 2011 | Muangthong United | 0 – 0     | Al-Kuwait | Thunderdome Stadium, Nonthaburi              |
| 19:30 UTC+7            |                   | Relatório |           | Público: 11,212 Árbitro: KOR Choi Myung-Yong |

Al-Kuwait venceu por 1–0 no placar agregado.
| 27 de Setembro de 2011 | Nasaf Qarshi | 0 – 1 (pro) | Chonburi        | Markaziy Stadium, Qarshi                  |
| 19:00 UTC+5            |              | Relatório   | Ney Fabiano 54' | Público: 13,467 Árbitro: SYR Muhsen Basma |

|                                                   |       | Penalidades                                    |  |
| Bošković Turaev Djiyamurodov Otakuziyev Gevorkyan | 4 – 3 | Ney Fabiano Phanuwat Suppasek Phaisan Therdsak |  |

1–1 no placar agregado; Nasaf Qarshi venceu nos pênaltis.
| 27 de Setembro de 2011 | Arbil     | 1 – 0     | Persipura Jayapura | Franso Hariri Stadium, Arbil                     |
| 18:00 UTC+3            | Radhi 60' | Relatório |                    | Público: 8,000 Árbitro: IRN Saeid Mozaffarizadeh |

Arbil venceu por 3–1 no placar agregado.
| 28 de Setembro de 2011 | Duhok | 0 – 3     | Al-Wehdat                           | Duhok Stadium, Duhok                            |
| 16:30 UTC+3            |       | Relatório | Abdel-Fattah 6', 60' · Al-Sabah 44' | Público: 12,000 Árbitro: UAE Mohamed Al Zarooni |

Al-Wehdat venceu por 8–1 no placar agregado.

### Semi-finais
As partidas de ida serão disputadas em 4 de outubro de 2011, e as partidas de volta serão disputadas em 18 de outubro de 2011.
| Equipe 1     | Total | Equipe 2  | 1.º jogo | 2.º jogo |
| ------------ | ----- | --------- | -------- | -------- |
| Nasaf Qarshi | 2–1   | Al-Wehdat | 1–0      | 1–1      |
| Arbil        | 3–5   | Al-Kuwait | 0–2      | 3–3      |

#### Jogos de ida
| 4 de Outubro de 2011 | Nasaf Qarshi           | 1 – 0     | Al-Wehdat | Markaziy Stadium, Qarshi                  |
| 19:45 UTC+5          | Djiyamurodov 45' (pên) | Relatório |           | Público: 13,650 Árbitro: HKG Liu Kwok Man |

| 4 de Outubro de 2011 | Arbil | 0 – 2     | Al-Kuwait                      | Franso Hariri Stadium, Arbil                  |
| 18:00 UTC+3          |       | Relatório | Al Ateeqi 39' (pên) · Kabi 80' | Público: 13,500 Árbitro: QAT Abdullah Balideh |

#### Jogos de volta
| 18 de Outubro de 2011 | Al-Kuwait                                 | 3 – 3     | Arbil                                  | Al Kuwait Sports Club Stadium, Kuwait (cidade) |
| 17:45 UTC+3           | Kabi 6' · Rogerinho 74' · Al Shammari 79' | Relatório | Karim 21' (pên), 84' (pên) · Salah 69' | Público: 3,000 Árbitro: JPN Minoru Tōjō        |

Al-Kuwait venceu por 5–3 no placar agregado.
| 18 de Outubro de 2011 | Al-Wehdat         | 1 – 1     | Nasaf Qarshi | King Abdullah Stadium, Amman              |
| 19:00 UTC+3           | Abdallah Deeb 11' | Relatório | Bošković 62' | Público: 14,800 Árbitro: IRN Mohsen Torky |

Nasaf Qarshi venceu por 2–1 no placar agregado.

## Final
A final será disputada em 29  de outubro de 2011 com mando de um dos finalistas, decidida através de sorteio.
| 29 de Outubro de 2011 | Nasaf Qarshi                      | 2 – 1     | Al-Kuwait | Markaziy Stadium, Qarshi                  |
| 19:00 UTC+5           | Shomurodov 62' · Perepļotkins 65' | Relatório | Kabi 68'  | Público: 15,753 Árbitro: KOR Kim Dong-Jin |

| Copa da AFC 2011 Nasaf Qarshi 1º Título |